# Coupe de la Ligue suisse masculine de basket-ball 2016-2017
 (août 2025).
Motif : manque de sources secondairse centrées
- Archive Wikiwix
- Bing
- Cairn
- DuckDuckGo
- E. Universalis
- Gallica
- Google
- G. Books
- G. News
- G. Scholar
- Persée
- Qwant
- (zh) Baidu
- (ru) Yandex
- (wd) trouver des œuvres sur Wikidata

| 1. | Préciser le motif de la pose du bandeau. | Précisez le motif de la pose du bandeau en utilisant la syntaxe suivante : {{admissibilité à vérifier\|date=août 2025\|motif=remplacez ce texte par le motif}}                                                                   |
| 2. | Informer les utilisateurs concernés.     | Pensez à avertir le créateur de l'article, par exemple, en insérant le code ci-dessous sur sa page de discussion : {{subst:avertissement admissibilité à vérifier\|Coupe de la Ligue suisse masculine de basket-ball 2016-2017}} |

 (mars 2017).
Si vous disposez d'ouvrages ou d'articles de référence ou si vous connaissez des sites web de qualité traitant du thème abordé ici, merci de compléter l'article en donnant les références utiles à sa vérifiabilité et en les liant à la section « Notes et références ».
Navigation
2015-2016 2017-2018
La Swiss Basketball League Cup 2016-2017 (SBL Cup) est la 14e édition de la Coupe de la Ligue Masculine. Elle est organisée par Swiss Basketball. Les 6 premières équipes de LNA, à la fin du 1er tour du championnat suisse de LNA, s'affrontent sous la forme d'un tournoi à élimination directe.
Le BBC Monthey, tenant du titre, remporte la deuxième Coupe de la Ligue de son histoire, s'imposant en finale face à Fribourg Olympic Basket le 5 février 2017 à Montreux.

## Format
Les équipes classées du 1er au 6e rang, à l'issue du premier tour de la phase préliminaire du championnat de LNAM, participent à la Coupe de la Ligue.
Les équipes classées du 1er au 2e rang, à l'issue du premier tour de la phase préliminaire du championnat de LNAM, sont directement qualifiées pour le Final Four. Les équipes classées du 3e au 6e rang, à l'issue du premier tour de la phase préliminaire du championnat de LNAM, disputent les ¼ de finale.
L'égalité entre équipes est réglée comme suit :
1. différence entre les points marqués et reçus sur l'ensemble du premier tour de la phase préliminaire
2. en cas de nouvelle égalité, l'équipe qui aura marqué le plus de points sur l'ensemble du premier tour de la phase préliminaire aura l'avantage
3. en cas de nouvelle égalité, le vainqueur de la confrontation directe du premier tour de la phase préliminaire aura l'avantage

### Quarts de finale
Les rencontres des ¼ de finale de la Coupe de la Ligue se déroulent sur un seul match, au domicile de l'équipe la mieux classée, à l'issue du premier tour de la phase préliminaire du championnat de LNAM.
L'ordre des rencontres est défini comme suit :
- 4e contre 5e (paire A)
- 3e contre 6e (paire B)

Les perdants des paires A et B sont éliminés et terminent la compétition. Les gagnants des paires A et B sont qualifiés pour le Final Four.

### Final Four
Les rencontres des ½ finales de la Coupe de la Ligue se disputent sur un seul match. L'ordre des rencontres est défini comme suit :
- Equipe classée au 1er rang à la fin du premier tour de la phase préliminaire du championnat de LNAM contre vainqueur de la paire A des ¼ de finales (paire C)
- Equipe classée au 2e rang à la fin du premier tour de la phase préliminaire du championnat de LNAM contre vainqueur de la paire B des ¼ de finales (paire D)

Les perdants des paires C et D sont éliminés et terminent la compétition.
Les équipes gagnantes des paires C et D sont qualifiées pour la finale de la Coupe de la Ligue.
La finale se déroule sur un seul match. L'ordonnancement (équipe recevante, équipe visiteuse) de la finale est défini par la SBL.

## Tableau
|  | Quarts de finale       | Quarts de finale |                  |    | Demi-finales | Demi-finales |  |  | Finale | Finale |
|  | Quarts de finale       | Quarts de finale |                  |    | Demi-finales | Demi-finales |  |  | Finale | Finale |
|  |                        |                  |                  |    |              |              |  |  |        |        |
|  |                        |                  |                  |    |              |              |  |  |        |        |
|  |                        |                  |                  |    |              |              |  |  |        |        |
|  | FR Olympic             | 75               |                  |    |              |              |  |  |        |        |
|  | FR Olympic             | 75               | Starwings        | 74 |              |              |  |  |        |        |
|  | AB Lugano Tigers       | 65               | Starwings        | 74 |              |              |  |  |        |        |
|  | AB Lugano Tigers       | 65               | AB Lugano Tigers | 66 |              |              |  |  |        |        |
|  |                        |                  | AB Lugano Tigers | 66 | FR Olympic   | 71           |  |  |        |        |
|  |                        |                  |                  |    | FR Olympic   | 71           |  |  |        |        |
|  |                        | BBC Monthey      | 85               |    |              |              |  |  |        |        |
|  | Lions de Genève        | BBC Monthey      | 85               | 79 |              |              |  |  |        |        |
|  | Lions de Genève        | BBC Monthey      | 99               | 79 |              |              |  |  |        |        |
|  | Union Neuchâtel Basket | BBC Monthey      | 99               | 63 |              |              |  |  |        |        |
|  | Union Neuchâtel Basket | Lions de Genève  | 87               | 63 |              |              |  |  |        |        |
|  |                        | Lions de Genève  | 87               |    |              |              |  |  |        |        |